# ミズオトギリ
ミズオトギリ（水弟切、学名：Triadenum japonicum）は、オトギリソウ科ミズオトギリ属の多年草。

## 特徴
地下茎は帯紅色で、匍匐し、分枝してふえる。茎は直立し、円柱形で、高さは50-100cmになり、赤紫色を帯びることが多い。葉は対生し、葉身は披針状長楕円形で、長さ3-7cm、幅1-3cm、葉先は鈍頭、葉柄は無く、多少茎を抱く。縁は全縁。葉は白味を帯びた緑色で、葉に明るい油点が散在する。
花期は8-9月。茎先および各葉腋に短い柄のある花序をつけ、少数の花をにつける。花は淡紅色で直径約1cmになり、午後に開き、夕方にしぼむ。萼片は5個あり、卵状楕円形で、赤褐色を帯び、縦脈に明線が走る。花弁も5個あり、瓦状にかさなり、長楕円形で長さ5mmになる。 雄蕊は3束に分かれて9個あり、雄蕊の束の基部に3個の腺体がある。花柱は3個あって離生し、互いに寄り合って直立する。果実は蒴果で、楕円状球形になり、長さは10mmになる。種子は黒褐色で、円みを帯びた楕円形になり、長さ1mmで、隆起した網目模様がある
葉は秋に美しく紅葉する

## 分布と生育環境
日本では、北海道、本州、四国、九州に分布し、沼地や湿原に生育する。世界では、朝鮮半島、中国大陸（東北部）、アムールに分布する。

## ギャラリー
- 雄蕊は9個、3個ずつ3束になる。